# S Voice
S Voice é um assistente pessoal inteligente que está disponível para o Samsung Galaxy S III, Samsung Galaxy S IV, Samsung Galaxy Note II e Samsung Galaxy Tab 4. O software usa uma interface de usuário com linguagem natural para responder perguntas, fazer recomendações e executar ações, delegando pedidos a um conjunto de serviços na Web.
Algumas das capacidades do S Voice, incluem a marcação de consultas, abrir aplicativos, definir alarmes, atualizar as redes sociais como o Facebook ou o Twitter, e para navegação.